# 綠寬頭喉盤魚
綠寬頭喉盤魚（學名：Cochleoceps viridis），為輻鰭魚綱喉盤魚目喉盤魚科的其中一種，分布於東印度洋西澳大利亞海域，本魚體延長，前部平扁，後部側扁，體不被鱗，覆有粘液層，腹鰭喉位，與周圍的皮褶特化成一吸盤，體綠色，全身覆蓋著許多緊密排列、非常小的棕色至黃褐色斑點，形成縱線，頭部和身體上有短橫條，背鰭軟條4-6枚、臀鰭軟條4-6枚，體長可達5公分，屬底棲性魚類，生活在海草床，生活習性不明。
其种加词“viridis”意为“绿色的”。